# Лики, Мэри
Мэри (Мари) Дуглас Ли́ки (англ. Mary Douglas Leakey; 6 февраля 1913, Лондон — 9 декабря 1996, Найроби) — британский и кенийский антрополог и археолог, жена и соратница Луиса Лики.

## Биография
Прямой потомок первого британского специалиста по антропологии в сфере доисторической эпохи Джона Фрира (1740—1807), родилась 6 февраля 1913 в Лондоне. Получила неофициальную подготовку археолога, принимала участие в раскопках. В 1933 в Лондоне встретила своего будущего мужа и вместе с ним начала поиск останков предков современного человека в Африке.

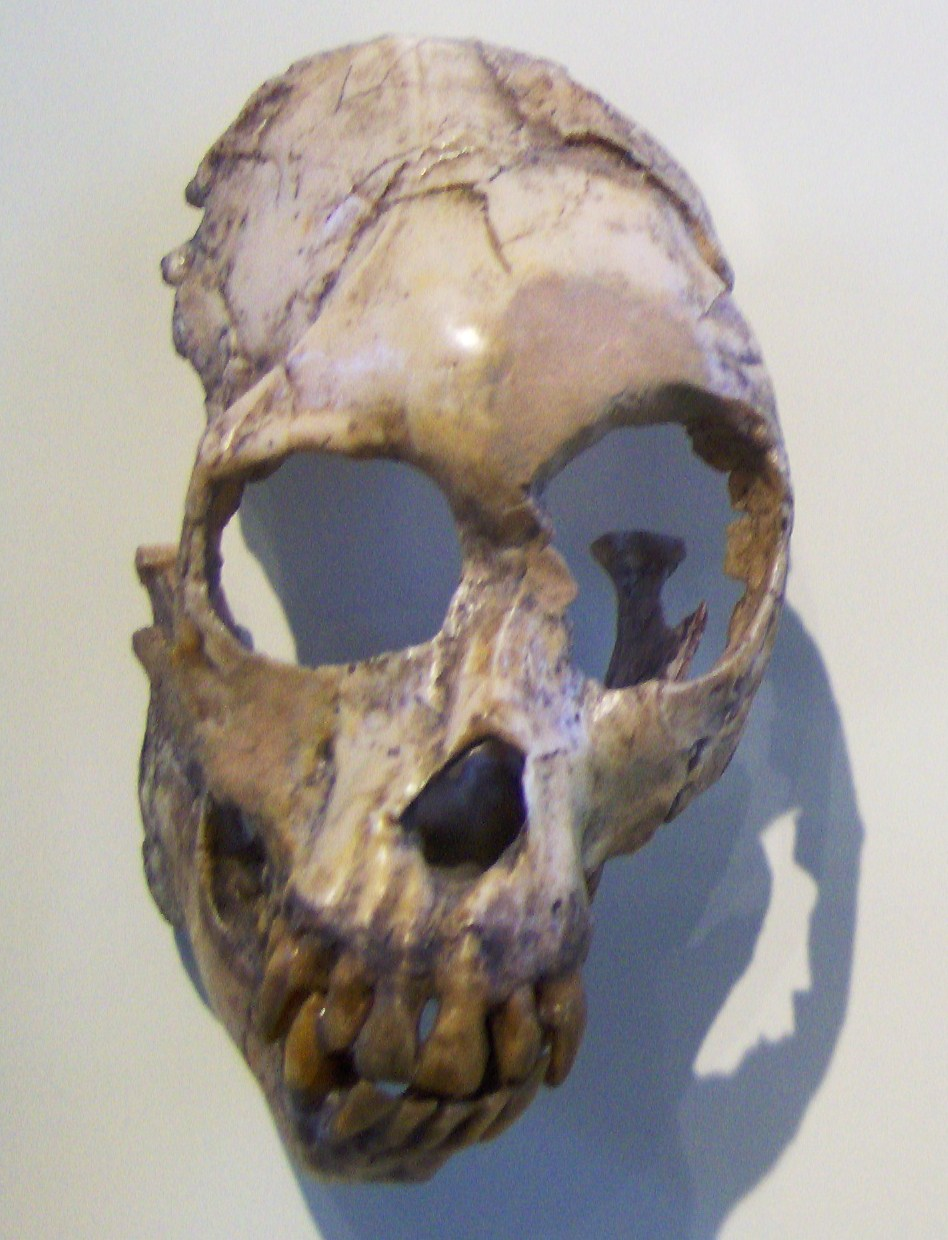
Череп проконсула KNM-RU 7290, найденный Мэри Лики на острове Русинга в 1948 году. 18 млн лет. Музей естествознания в Лондоне

На острове Русинга 2 октября 1948 года Мэри Лики нашла почти полный скелет проконсула KNM-RU 7290, принадлежащий виду Proconsul heseloni Walker et al., 1993 возрастом 18 млн лет. Находку Мэри и Луис Лики отметили успешным зачатием своего ребёнка Филипа, который родился 21 июня 1949 года.
В 1959 году обнаружила в Олдувайском ущелье останки зинджантропа, впоследствии переклассифицированного как череп Paranthropus boisei.
Другой важной находкой Лики стала челюсть из Лаэтоли — местности, расположенной в 40 км от ущелья Олдувай. Этот вид был назван австралопитеком афарским (Australopithecus afarensis). В 1976—1978 в Лаэтоли были найдены затвердевшие отпечатки ступней трёх гоминидов, которые оставили следы в мягком вулканическом пепле более 3,65 млн лет назад, что стало древнейшим свидетельством прямохождения.
В 1970 году для возможности ознакомления общественности с открытиями, сделанными ею в Олдувайском ущелье, Мэри Лики открыла музей, экспозицию которого потом дополнила находками в Лаэтоли.

## Избранная библиография
- Олдовайское ущелье: раскопки в горизонтах I и II (Olduvai Gorge, vol. 3, Excavations in Beds I and II, 1971)
- Олдовайское ущелье: мои поиски древнего человека (Olduvai Gorge: My Search for Early Man, 1979)
- Исчезающее африканское искусство (Africa’s Vanishing Art, 1983).